# Rhamphomyia politella
Rhamphomyia politella är en tvåvingeart som beskrevs av Malloch 1931. Rhamphomyia politella ingår i släktet Rhamphomyia och familjen dansflugor. Inga underarter finns listade i Catalogue of Life.